# Something in the Air
Singles de Thunderclap Newman
Accidents
(1970)
Something in the Air est une chanson du groupe de pop britannique Thunderclap Newman. Écrite par John Keen (en) et produite par Pete Townshend, elle sort en 45 tours en 1969 et se classe no 1 des ventes au Royaume-Uni. Elle est utilisée par la suite dans la bande originale de plusieurs films, à commencer par The Magic Christian, sorti la même année.

## Musiciens
- John Keen (en) : chant, batterie
- Jimmy McCulloch : guitares
- Andy Newman : piano
- Pete Townshend : basse, arrangements

## Reprises
Something in the Air a notamment été reprise par :
- Labelle sur l'album Pressure Cookin' (1973)
- Herbie Mann sur l'album London Underground (1974)
- Gamma sur l'album Gamma 2 (1980)
- Fish sur l’album Internal Exile (1991)
- Tom Petty and the Heartbreakers en single (1993)